# 柳崇礼
柳崇礼（？—？），河东郡解县（今山西省运城市临猗县）人，出自河东柳氏东眷，唐朝官员。

## 生平
李渊晋阳起兵后，隋朝官员搜捕李渊的族人，李渊堂弟李神通潜逃到鄠县山南，与京城大侠史万宝、河东裴勣、柳崇礼等人起兵响应李渊的军队，与何潘仁的军队汇合攻占鄠县。李神通自称关中道行军总管，以史万宝为副总管，裴勣为长史，柳崇礼为司马，令狐德棻为记室。柳崇礼后在唐朝出任房州刺史。

## 家族

### 父亲
- 柳诜[3]

### 兄弟
- 柳杲仁[3]

### 子女
- 柳固节[3]
- 柳仲矩[3]